# Kinderreim

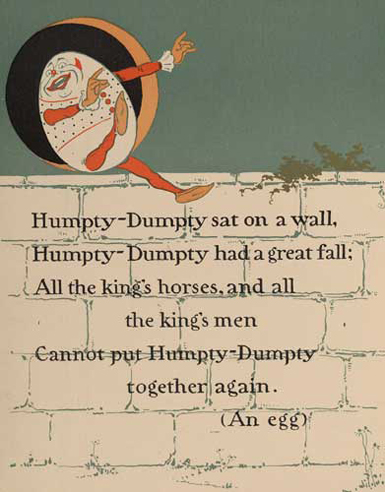
Der englische Kindervers Humpty Dumpty als Rätsel (mit Lösung), in einem 1902 erschienenen Bilderbuch von William Wallace Denslow

Ein Kinderreim ist ein mündlich überlieferter Vers, der kleinen Kindern im Kindergarten oder von den Eltern beigebracht wird oder selbst ausgedacht wurde.

## Intentionen
Der Vers wird oft melodisch oder rhythmisch gesprochen oder gesungen, daher sind Kinderreim und Kinderlied kaum zu unterscheiden. Das Lernen solcher Verse hilft Kindern Vokabular aufzubauen, zählen zu lernen oder – in Verbindung mit Bewegungen – motorische Fertigkeiten zu schulen. Ein spezieller Fall von Kinderreimen sind Abzählreime. Kindern werden oft Verse vorgetragen, die zuerst in Buchform veröffentlicht wurden. Beispiele dafür sind Struwwelpeter und Max und Moritz. Diese Verse sind oft dazu gedacht, die Kinder moralisch zu lenken. Als Kinderreim kann jedoch auch eine oft völlig sinnfreie Reimform (Eene meene minke manke, pinke panke …), die „drastisch, vulgär, zersetzend“ sein kann (Verschwinde wie der Furz im Winde), bezeichnet werden.

## Englische Kinderreime
Englische Kinderreime, die so genannten nursery rhymes werden oft in der Popmusik zitiert. Die Gruppe Genesis etwa betitelte ihr 1971 erschienenes drittes Album Nursery Cryme; in dem Eröffnungsstück The Musical Box wird der Kindervers Old King Cole zitiert. Mit den ersten Versen von There was an Old Woman Who Lived in a Shoe beginnt All Mama’s Children von Carl Perkins und Johnny Cash aus dem Jahr 1956. Humpty Dumpty, der durch seinen Auftritt in Lewis Carrolls Alice hinter den Spiegeln bekannt ist, wird unter anderem zitiert in Aretha Franklins All the King's Horses (1972) und dem Song der Monkees mit demselben Titel, in Billy Joels The Great Wall of China von 1993 und in Aimee Manns Humpty Dumpty aus dem Jahr 2002.
Die Zeile Sticks and stones may break my bones im Lied S&M von Rihanna stammt ebenfalls aus einem Kinderreim, der erstmals 1894 in der britischen Sammlung Folk Phrases of Four Countries abgedruckt wurde. Dieser Reim findet sich auch im Text zu Pocketful of Sunshine von Natasha Bedingfield.
Kinderreime haben wegen der Mother Goose genannten Sammlung im anglo-amerikanischen Kanon einen ähnlichen Stellenwert wie Grimms Märchen im deutschen (auch wenn das erste publizierte Buch unter diesem Titel von Charles Perrault stammt). Anspielungen auf Kinderverse sind im englischen Sprachraum so geläufig wie Anspielungen auf Märchen im deutschen. Auch Werke der Hochliteratur spielen auf Kinderverse an, wie z. B. Robert Penn Warrens bekannter Roman All the King’s Men (1946; Anspielung auf Humpty Dumpty, Filmversionen 1949 und 2006), oder George Orwells Dystopie Neunzehnhundertvierundachtzig, in der sich der Protagonist nur an den ersten Vers eines Kinderreims erinnert, welcher nach und nach durch andere Romanfiguren ergänzt wird. Carl Bernstein und Bob Woodward benannten ihr Buch über die Watergate-Affäre entsprechend All the President’s Men (1974; Film 1976).
John Hulme brachte 1981 unter dem Titel Mörder Guss Reims: The Gustave Leberwurst Manuscripts eine Sammlung heraus, in der er den englischen Text einiger Kinderreime mit deutschen Worten graphemisch-phonetisch unterlegt und den so entstandenen Unsinn mit pseudowissenschaftlichen Anmerkungen erklärt. Aus Little Miss Muffet ... wird Liter mies muffelt ... mit der Anmerkung, dass der Sprecher sein verdorbenes Bier beklagt. Es gibt eine ähnliche Version auch in Pseudofranzösisch.

## Moderne Nutzung
Little Baby Bum (bekannt als LBB) ist ein YouTube-Kanal, welcher die bekannten und auch eigens kreierte Kinderreime mit einer dafür produzierter 3D-Animation verbindet und die visuelle Schiene bedient. Der seit 2011 in mehreren Sprachen existierende Kanal genießt weltweite Beliebtheit mit über 15 Mio. Abonnenten. Bekanntestes und gleichermaßen erstes Video ist für den Reim „Twinkle Twinkle Little Star“ über den Stern, welcher ebenfalls als Intro in jedem LBB-Video als Markenbestandteil erscheint. Zu den eigenen Reimen gehören die weit verbreiteten und vielfach auf YouTube gecoverten Reime wie z. B. „Johnny, Johnny, Yes, Papa“ oder „Finger Family (Daddy Finger)“
Andere bekannte Kanäle, die ähnliche Konzepte wie LBB verfolgen sind ChuChu, ABCkidTV, Dave and Ava, Kids TV, LooLoo Kids, CVS 3D Rhymes, ABC for Kids, BillionSurpriseToys, u. a.
Darüber hinaus produzieren YouTube-Fans eigene Abwandlungen der Kinderreime in z. T. aufwendig gedrehten Kurzfilmen mit eigenen Kindern als Protagonisten oder machen digitale Kreationen mit bekannten Figuren wie Spiderman, Mickey Mouse u. a.

## Liste von Kinderreimen (Auswahl)
- Das ist der Daumen, der schüttelt die Pflaumen (= Zeigefinger), der sammelt sie alle auf (= Mittelfinger), der trägt sie nach Haus’ (= Ringfinger), und der kleine, der isst sie alle auf (= kleiner Finger).
  - schweizerdeutsch: Das isch de Tuume, de schüttlet d Pfluume, de list si uuf, de treit si hei, und de chli chly Luuser isst si ganz elei.
- Hoppe hoppe Reiter
- Es war einmal ein Mann, der hatte sieben Kinder, die Kinder sprachen: Vater, erzähl uns eine Geschichte. Da fing der Vater an, es war einmal ein Mann, der hatte …
- Messer, Gabel, Scher’ und Licht – sind für kleine Kinder nicht.
- Wir haben Hunger, Hunger, Hunger, haben Hunger, Hunger, Hunger, haben Hunger, Hunger, Hunger, haben Durst. Wo bleibt das Essen, Essen, Essen, bleibt das Essen, Essen, Essen, bleibt die Wurst? Wenn wir nichts kriegen, kriegen, kriegen, fressen wir Fliegen, Fliegen, Fliegen, fressen wir Fliegen, Fliegen, Fliegen, von der Wand.
- Piep, Piep, Piep, wir haben uns alle lieb, wir essen was es gibt, guten Appetit!
- Piep, Piep, Piep, wir haben uns alle lieb, jeder isst so viel er kann, außer seinen Nebenmann.
- Piep, Piep, Piep, wir haben uns alle lieb, ein jeder esse was er kann, nur nicht seinen Nebenmann; und nimmt man’s ganz genau, auch nicht seine Nebenfrau; und auch nicht das Geschirr, sonst macht’s im Magen Klirr. Hat er es dann doch gegessen, Zähne putzen nicht vergessen.
- Piep, Piep Mäuschen, bleib in deinem Häuschen. Frisst du mir mein Butterbrot, kommt die Katz’ und beißt dich tot. Piep, Piep, Piep, recht guten Appetit.
- Hier hast ’nen Taler (man drückt dem Kind einen fiktiven Taler in den Handteller), geh auf den Markt, kauf dir ’ne Kuh, ’n Kälbchen dazu, Kälbchen hat ’n Schwänzchen – didldidldänzchen (man krabbelt das Kind im Handteller).
- S kunnt (kommt) en Bär vu Konstanz her (man marschiert mit den Fingern das Bein des Kindes hoch), en schwarze und en wiiße – der will de/d … (Name des Kindes) biiße, biiße, biiße (man kneift das Kind sanft in die Brust, Nase oder Wangen) (aus Südbaden).
- Drei Chinesen mit dem Kontrabass
- As I Was Going to St Ives
- London Bridge is Falling Down
- Backe, backe, Kuchen
- Ri-ra-rutsch
- Heile, heile Gänsje